# Dieffenbachia bowmannii
Dieffenbachia bowmannii är en kallaväxtart som beskrevs av Élie Abel Carrière. Dieffenbachia bowmannii ingår i släktet prickbladssläktet, och familjen kallaväxter. Inga underarter finns listade.

## Bildgalleri

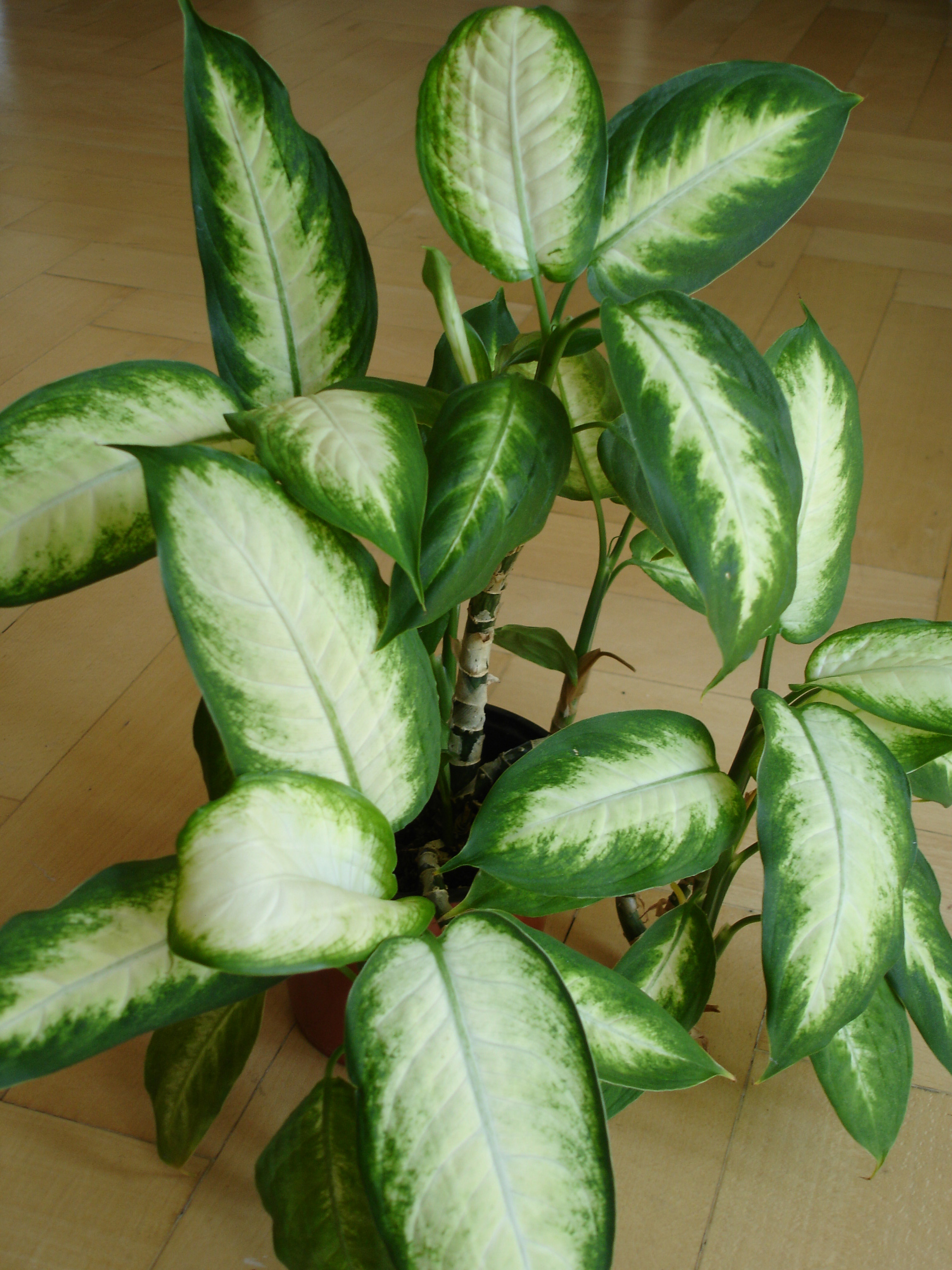